# Sint-Janscollege (Meldert)
Het Sint-Janscollege te Meldert bij Hoegaarden (provincie Vlaams-Brabant) is een katholieke school voor algemeen secundair onderwijs.

## Historiek

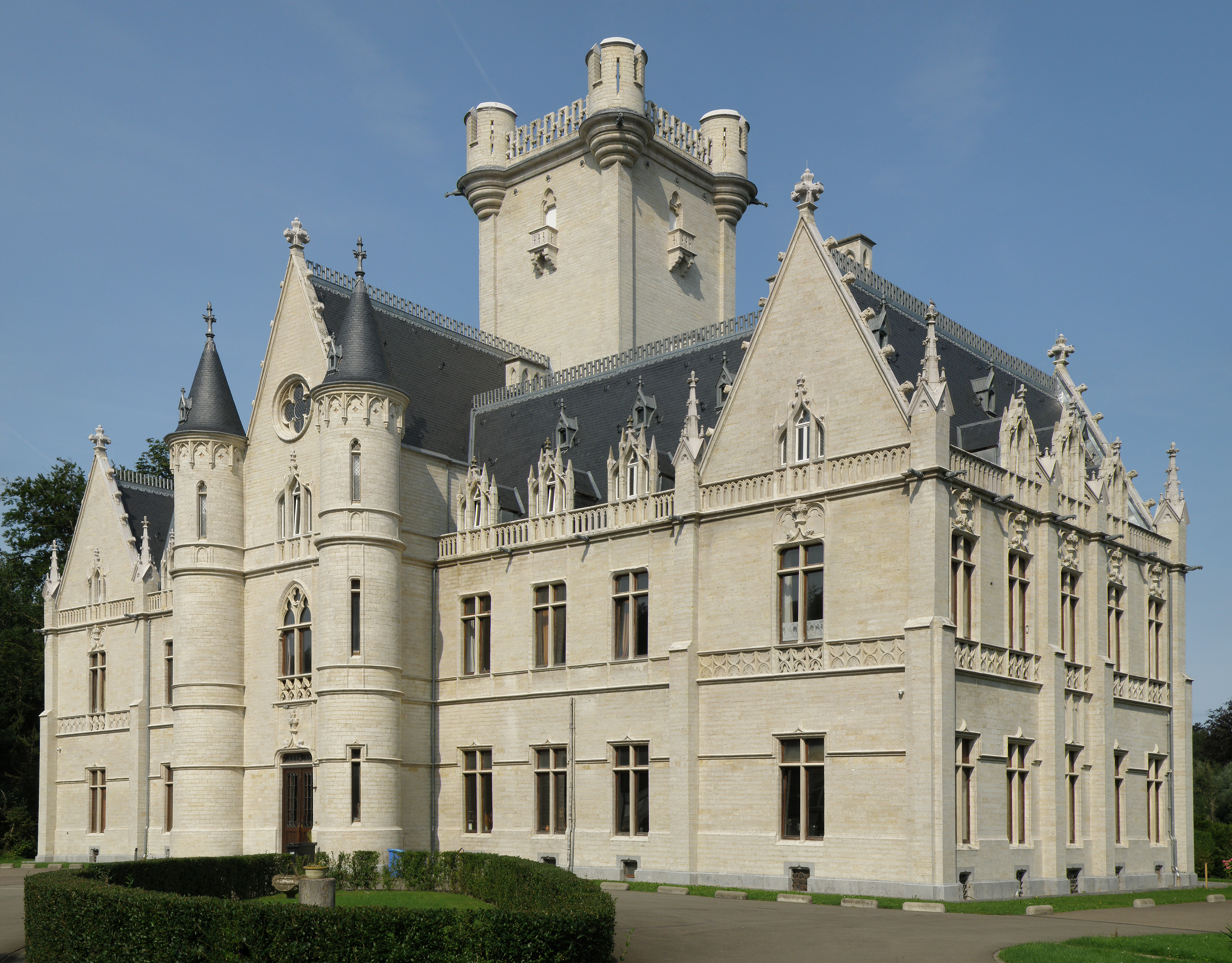
Zuidgevel en (rechts) oostelijke zijgevel.

De katholieke congregatie Aalmoezeniers van de Arbeid (les Aumôniers du Travail), opgericht in 1894 te Seraing, startte met dit college (internaat of kostschool) in 1957. Het was een voortzetting van het "Latijns College"  (Collège latin Notre-Dame d'Argenteuil), een tweetalige apostolische school voor secundair onderwijs te Ohain bij Brussel. Tot 1965 was de school van Meldert tweetalig. Meldert ligt vlak bij de taalgrens en Franstaligen volgden de lessen in klaslokalen in Sluizen, een buurgemeente 'over de grens'. De school biedt secundair onderwijs aan, voornamelijk studierichtingen in het algemeen secundair onderwijs.

## Locatie voor tv.-programma's
In 2006-2007 dienden de gebouwen van het college als locatie voor het tv.-programma De jeugd van tegenwoordig, dat probeerde een beeld te geven van het internaatsleven en collegestudenten uit de jaren 50 (reality-programma met hedendaagse jongeren). De school is ook een decor van Het Huis Anubis en de Vijf van het Magische Zwaard. In 2012 werd het domein gebruikt voor de opnames van de fictiereeks Quiz Me Quick van Bart De Pauw.

## Kasteeldomein

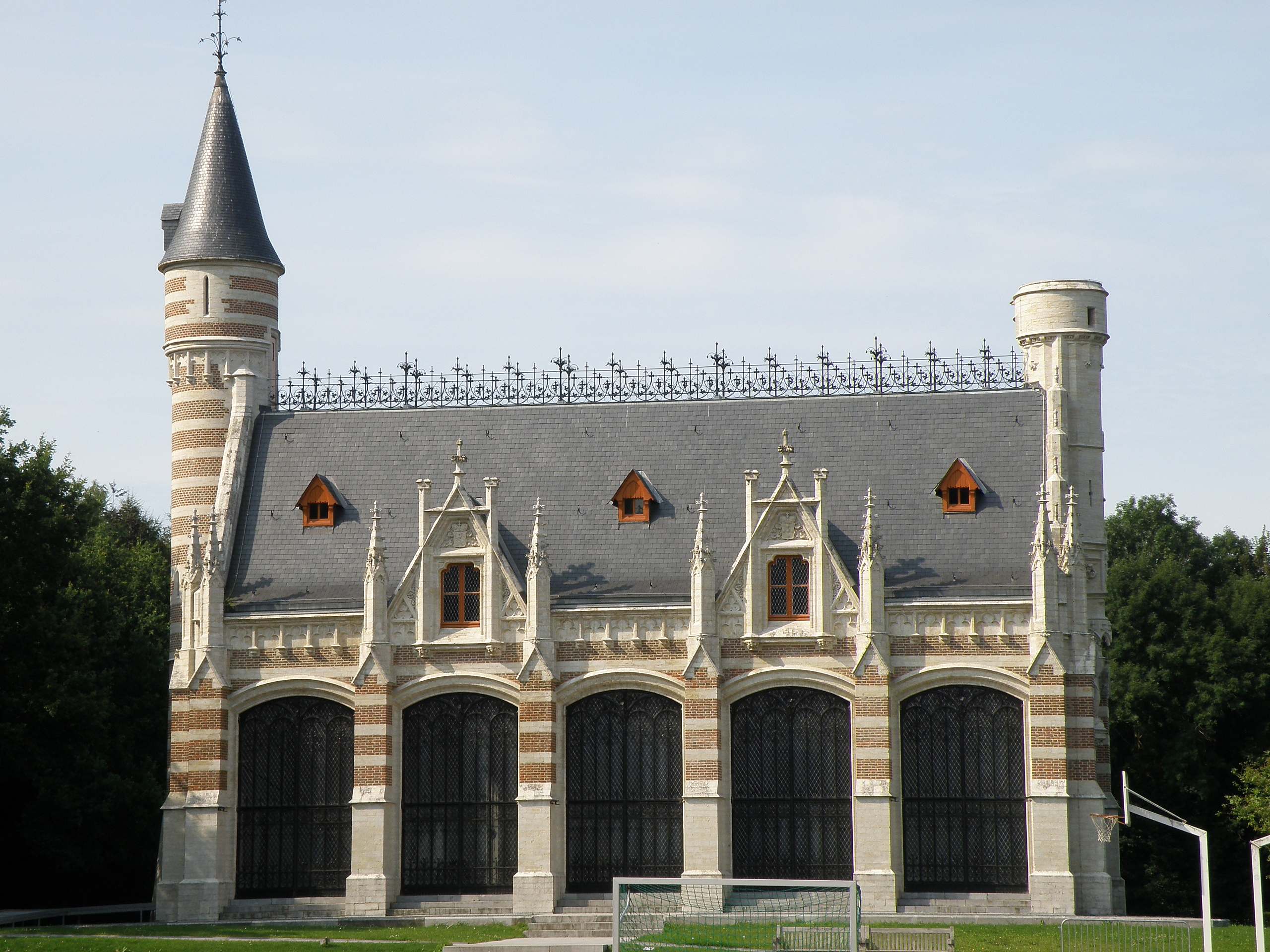
Kapel, voormalige oranjerie.

Op het domein van 40 hectare (met park en bos) bevindt zich naast een 19de-eeuws neogotisch kasteel (met onder meer klaslokalen en een refter) ook een oranjerie, een kapel, een koetshuis, de vroegere paardenstallen en een nieuwbouw (met leslokalen, bibliotheek en studieruimte).

## Alumni

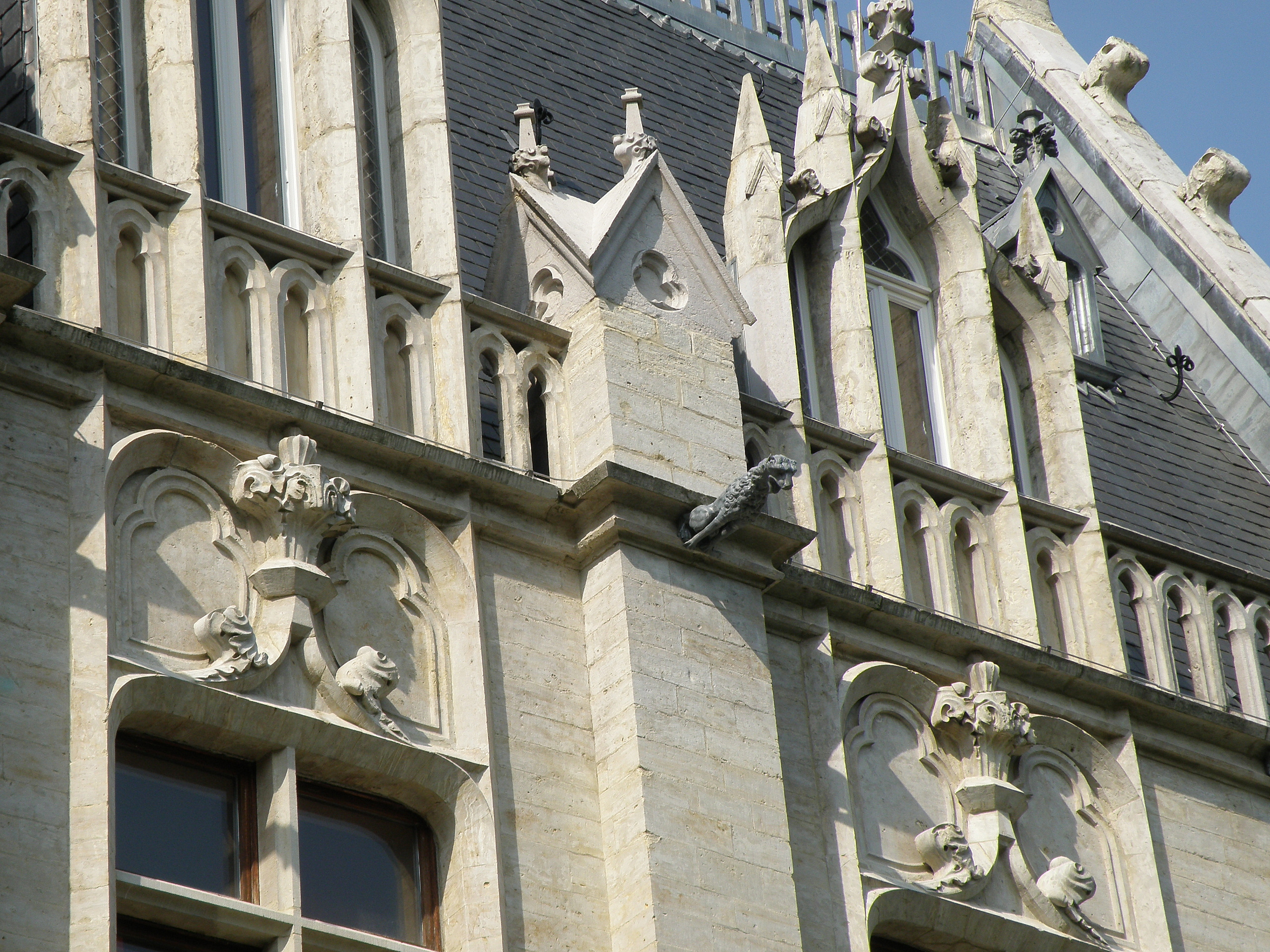
Detailweergave oostelijke zijgevel.

- Johan Bonny (sedert oktober 2008 bisschop van Antwerpen)
- Piet Chielens (conservator van In Flanders Fields Museum te Ieper)
- Paul D'Hoore (financieel journalist)
- Manu Adriaens (schrijver - journalist)
- Walter Pauli (schrijver - journalist)

## Bekende oud-leraars
- Eugène Berode, taaladviseur VRT
- Marc Van den Hoof, radiopresentator bij de BRT
- Frans Van Rompaey (sNARf), cartoonist